# أرتشينا
بلدية أرتشينا (بالإسبانية: Archena) هي بلدية تقع في منطقة مرسية جنوب شرق إسبانيا.

## الديموغرافيا
بلغ عدد سكان بلدية أرتشينا 18.083 نسمة عام 2011 (وفقاً للمعهد الوطني الإسباني للإحصاء).
| 14.163 | 14.398 | 15.375 | 16.277 | 17.634 | 18.202 | 18.083 |

## أعلام
- فيسنتي ميدينا